# Neue Synagoge (Dobříš)
Koordinaten: 49° 46′ 52,5″ N, 14° 10′ 2,1″ O

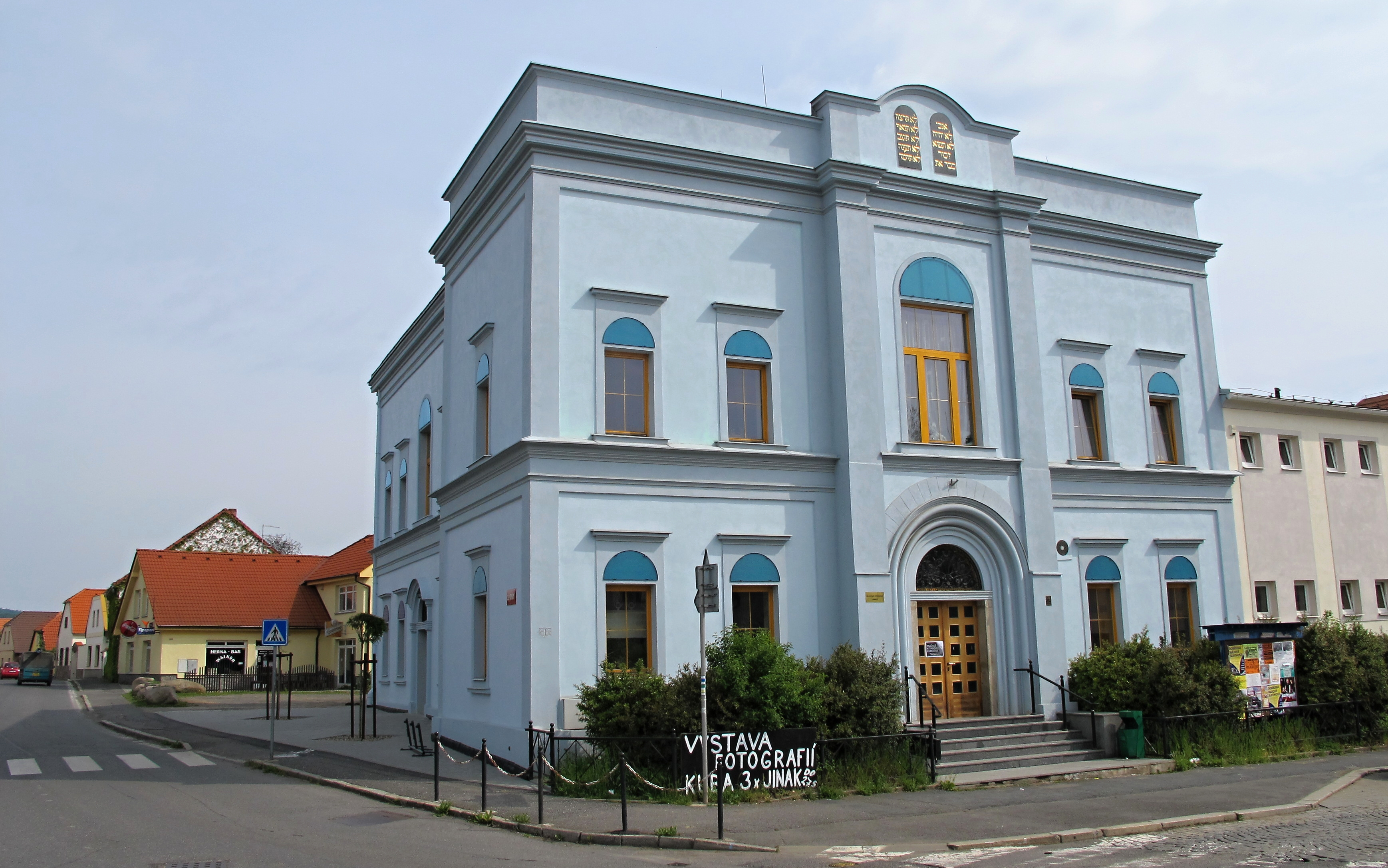
Synagoge in Dobříš

Die Neue Synagoge in Dobříš (deutsch Doberschisch), einer Gemeinde im Okres Příbram in der Region Středočeský kraj in Tschechien, wurde 1903/04 im neuromanischen Stil errichtet. Die profanierte Synagoge dient heute als Kulturhaus. Der Turm wurde abgerissen.
Die 1777 erbaute alte Synagoge, die bis 1904 als Gotteshaus genutzt worden war, wurde 1960 abgerissen.